# Chet Culver
Chet Culver, właśc. Chester John Culver (ur. 25 stycznia 1966 w Waszyngtonie) – amerykański polityk, członek Partii Demokratycznej. Od 12 stycznia 2007 do 14 stycznia 2011 pełnił urząd gubernatora stanu Iowa.
Jest synem Johna Culvera, który w latach 1965–1981 był jednym z przedstawicieli Iowa w Kongresie. Studiował na Virginia Polytechnic Institute and State University, gdzie korzystał ze stypendium sportowego i występował w zespole futbolu amerykańskiego w rozgrywkach NCAA. W 1988 uzyskał licencjat z pedagogiki. W 1994 został magistrem pedagogiki na Drake University.
Po studiach początkowo pracował jako lobbysta, ale wkrótce został etatowym pracownikiem Partii Demokratycznej w stanie Iowa. Brał udział w kampanii wyborczej Bonnie Campbell na stanowisko stanowego prokuratora generalnego, a po jej zwycięstwie przez cztery lata pracował w jej biurze jako specjalista ds. konsumenckich i ochrony środowiska. Od 1995 pracował w wyuczonym zawodzie nauczyciela w szkołach średnich w Des Moines. Uczył historii i polityki, trenował także drużyny futbolowe i koszykarskie.
W 1998 został wybrany na urząd sekretarza stanu Iowa, co jest trzecim najwyższym urzędem we władzy wykonawczej stanu po gubernatorze i jego zastępcy. W 2006 uzyskał nominację Demokratów w wyborach gubernatorskich, które wygrał dzięki poparciu 54% wyborców. W wyborach zaplanowanych na listopad 2010 będzie ubiegał się o reelekcję.